# John K. Tarbox

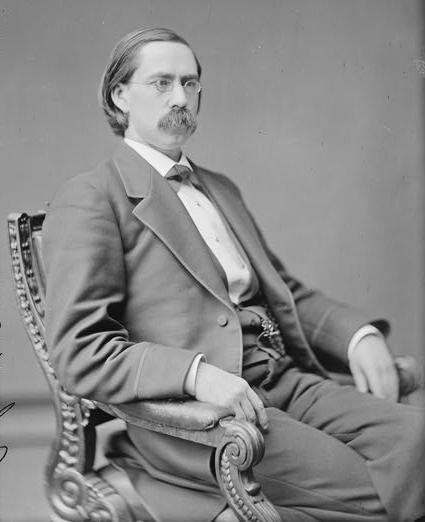
John K. Tarbox

John Kemble Tarbox (* 6. Mai 1838 bei Lawrence, Essex County, Massachusetts; † 28. Mai 1887 in Boston, Massachusetts) war ein US-amerikanischer Politiker. Zwischen 1875 und 1877 vertrat er den Bundesstaat Massachusetts im US-Repräsentantenhaus.

## Werdegang
John Tarbox genoss eine gute Schulausbildung und arbeitete danach im Zeitungsgeschäft. Nach einem anschließenden Jurastudium und seiner 1860 erfolgten Zulassung als Rechtsanwalt begann er in diesem Beruf zu arbeiten. Während des Bürgerkrieges diente er als Oberleutnant in einer Infanterieeinheit aus Massachusetts, die zum Heer der Union gehörte. Politisch schloss er sich der Demokratischen Partei an. In den Jahren 1868, 1870 und 1871 war er Abgeordneter im Repräsentantenhaus von Massachusetts; 1872 saß er im Staatssenat. Von 1873 bis 1874 amtierte er als Bürgermeister der Stadt Lawrence.
Bei den Kongresswahlen des Jahres 1874 wurde Tarbox im siebten Wahlbezirk von Massachusetts in das US-Repräsentantenhaus in Washington, D.C. gewählt, wo er am 4. März 1875 die Nachfolge von Ebenezer R. Hoar antrat. Da er im Jahr 1876 nicht bestätigt wurde, konnte er bis zum 3. März 1877 nur eine Legislaturperiode im Kongress absolvieren. In den Jahren 1882 und 1883 war Tarbox städtischer Anwalt in Lawrence. Anschließend fungierte er von 1884 bis 1887 als Versicherungsbeauftragter der Staatsregierung von Massachusetts. Er starb am 28. Mai 1887 in Boston und wurde in Lawrence beigesetzt.